# Луговое (Петропавловский район)
Луговое (укр. Лугове) — село,
Самарский сельский совет,
Петропавловский район,
Днепропетровская область,
Украина.
Код КОАТУУ — 1223884803. Население по переписи 2001 года составляло 62 человека .

## Географическое положение
Село Луговое находится на левом берегу реки Самара,
выше по течению на расстоянии в 0,5 км расположено село Озёрное,
ниже по течению на расстоянии в 2,5 км расположено село Васюковка,
на противоположном берегу — село Хорошее.
Через село проходит автомобильная дорога Т-0424.